# Bitwa morska przy porcie Okp’o
Bitwa morska przy porcie Okp’o – pierwsza bitwa morska w toczącej się w latach 1592–1598 wojnie japońsko-koreańskiej, zwanej wojną Imjin. Trwała dwa dni, rozpoczęła się 7 maja 1592. Wygrana w bitwie pod Okp’o stanowiła pierwsze zwycięstwo admirała Yi Sun-sina w całej wojnie.
Kwatera dowodzenia admirała Yi znajdowała się w mieście Yeosu (dzisiejsza prowincja Jeolla Południowa. Dowodzący koreańską eskadrą admirał Yi zaatakował flotę japońską liczącą 70 okrętów, której załogi zajęte były akcją rabunkową na lądzie. W wyniku bitwy około 50 jednostek japońskich zostało zniszczonych, a wielu członków ich załóg zginęło.

## Przebieg bitwy
Yi Sun-sin wypłynął z portu Yeosu 5 maja 1592 roku o godzinie 2 nad ranem. Nazajutrz dotarł do portu Tangp’o (dziś prowincja Gyeongsang Południowy. Tam połączył siły z dowódcami pozostałych jednostek, na czele floty 24 jednostek p'anoksŏn wypłynął w stronę portu Okp’o.
W Okp’o zastał około 50 japońskich jednostek. Ich dowódcy i załogi widząc, że nie mają szans w starciu z flotą admirała Yi, wpadli w panikę i zaczęli się wycofywać. Zostali otoczeni przez Koreańczyków. Japoński dowódca Tōdō Takatora rozkazał użyć arkebuzów, ale bezskutecznie. Nie tylko nie odparł ataku, ale także nie zabił żadnego koreańskiego marynarza.

## Następstwa bitwy
Po sukcesie w bitwie pod Okp’o, Yi Sun-sin został wypromowany przez króla Sonjo na dowódcę morskich jednostek Trzech Prowincji (kor. 삼도수군통제사), co odpowiada pozycji współczesnego admirała.
Dzięki dalszym sukcesom pod Tangp’o, Hansan i Pusan w czerwcu 1592 roku, Koreańczycy byli w stanie zablokować drogę japońskim posiłkom zmierzającym na kontynent i ostatecznie - wypędzić agresorów z Półwyspu Koreańskiego.